# La Basse-Vaivre
La Basse-Vaivre település Franciaországban, Haute-Saône megyében. Lakosainak száma 44 fő (2022. január 1.). La Basse-Vaivre Selles, Demangevelle, Montdoré, Passavant-la-Rochère és Vougécourt községekkel határos.

## Népesség
A település népességének változása:
| Lakosok száma | 45   | 41   | 39   | 37   | 36   | 34   | 33   | 38   | 44   |
|               | 2013 | 2015 | 2016 | 2017 | 2018 | 2019 | 2020 | 2021 | 2022 |